# 백조의 노래
백조의 노래(白鳥－, Schwanengesang, Swan song)는 프란츠 슈베르트의 노래 모음집이다.
1828년 11월 19일에 슈베르트가 세상을 떠난 이후 빈의 출판가 하즈링거는 별세한 해에 작곡된 14곡을 하나로 모아 <백조의 노래>라고 제목을 붙여 출판하였다. 백조는 다만 죽음의 직전에만 운다는 전설을 토대로 하여 이것이 최후의 작품이라는 의미에서 붙여진 것이다. 따라서 이는 작자가 의도한 연작 가곡집이 아니다. 14곡 중에서 처음의 7곡은 렐슈타프의 시에, 다음 6곡은 하이네의 시에 곡을 붙였고, 모두 8월에 작곡되었다. 남은 1곡 <비둘기의 심부름>은 자일드의 시에 의해 10월에 작곡되었으며, 이것이 슈베르트 최후의 작곡이 되었다. 어느 것이나 모두 맛이 깊고 아름답지만, 그 중에서도 <세레나데>, <바닷가에서>, <비둘기의 심부름> 등은 슈베르트의 전작품 중에서 최고 걸작으로 꼽히고 있다.

## 곡 목록
1. iebesbotschaft (text: Ludwig Rellstab)
2. Kriegers Ahnung (Rellstab)
3. Frühlingssehnsucht (Rellstab)
4. Ständchen (Rellstab)
5. Aufenthalt (Rellstab)
6. In der Ferne (Rellstab)
7. Abschied (Rellstab)
8. Der Atlas (Heinrich Heine)
9. Ihr Bild (Heine)
10. Das Fischermädchen (Heine)
11. Die Stadt (Heine)
12. Am Meer (Heine)
13. Der Doppelgänger (Heine)
14. Die Taubenpost (alternative: D 965a) (Johann Gabriel Seidl)